# Nicholas Alexander Chavez
Nicholas Alexander Chavez (Houston, 6 de setembro de 1999) é um ator americano. Ele é mais conhecido por interpretar Spencer Cassadine em General Hospital, Lyle Menendez em Monsters: The Lyle and Erik Menendez Story e Padre Charlie Mayhew em Grotesquerie.

## Filmografia

### Cinema
| Ano  | Título        | Papel        |
| ---- | ------------- | ------------ |
| 2022 | Crushed       | Jason Curtis |
| 2026 | The Technique |              |

### Televisão
| Ano       | Título                                     | Papel                | Notas         |
| --------- | ------------------------------------------ | -------------------- | ------------- |
| 2021-2024 | General Hospital                           | Spencer Cassadine    | 358 episódios |
| 2024      | Monsters: The Lyle and Erik Menendez Story | Lyle Menendez        | 8 episódios   |
| 2024      | Grotesquerie                               | Padre Charlie Mayhew | 10 episódios  |